# 全日本シクロクロス選手権大会

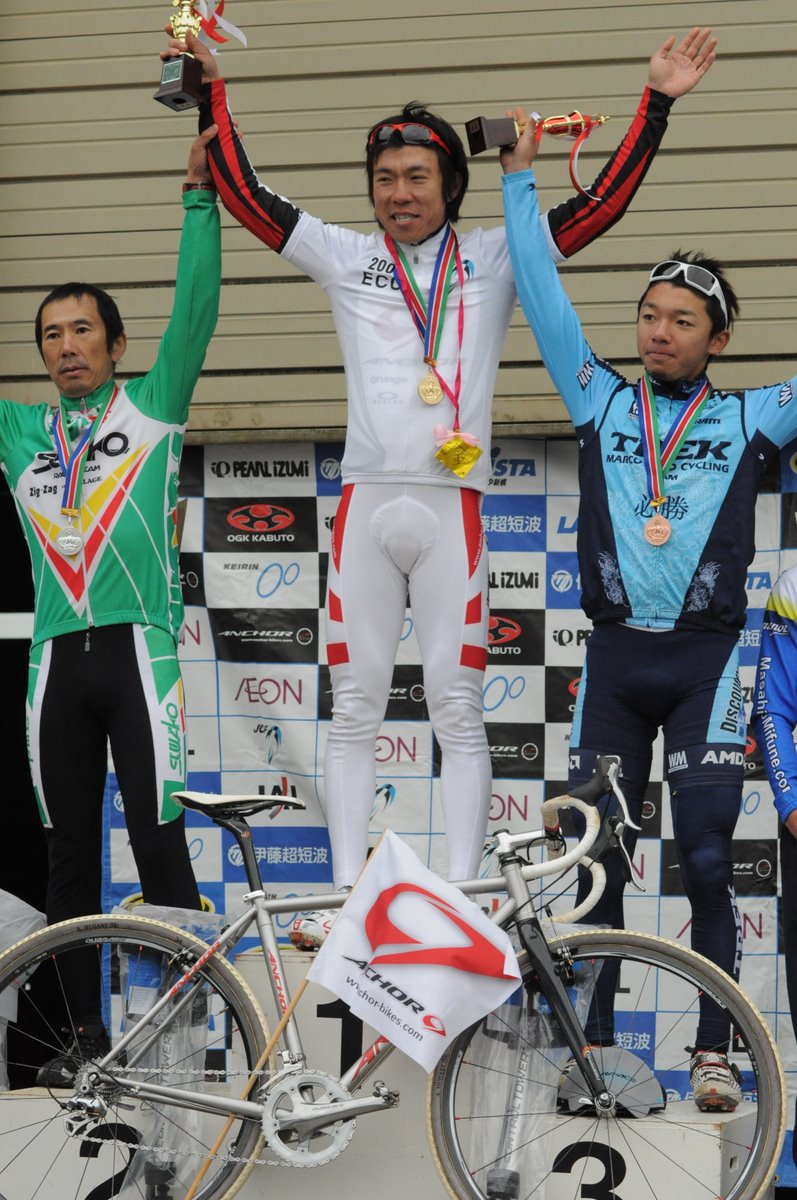
2009-10年度・第15回大会の男子表彰式。中央は優勝の：辻浦圭一、左は2位入賞の：小坂正則、右は3位入賞の：竹之内悠

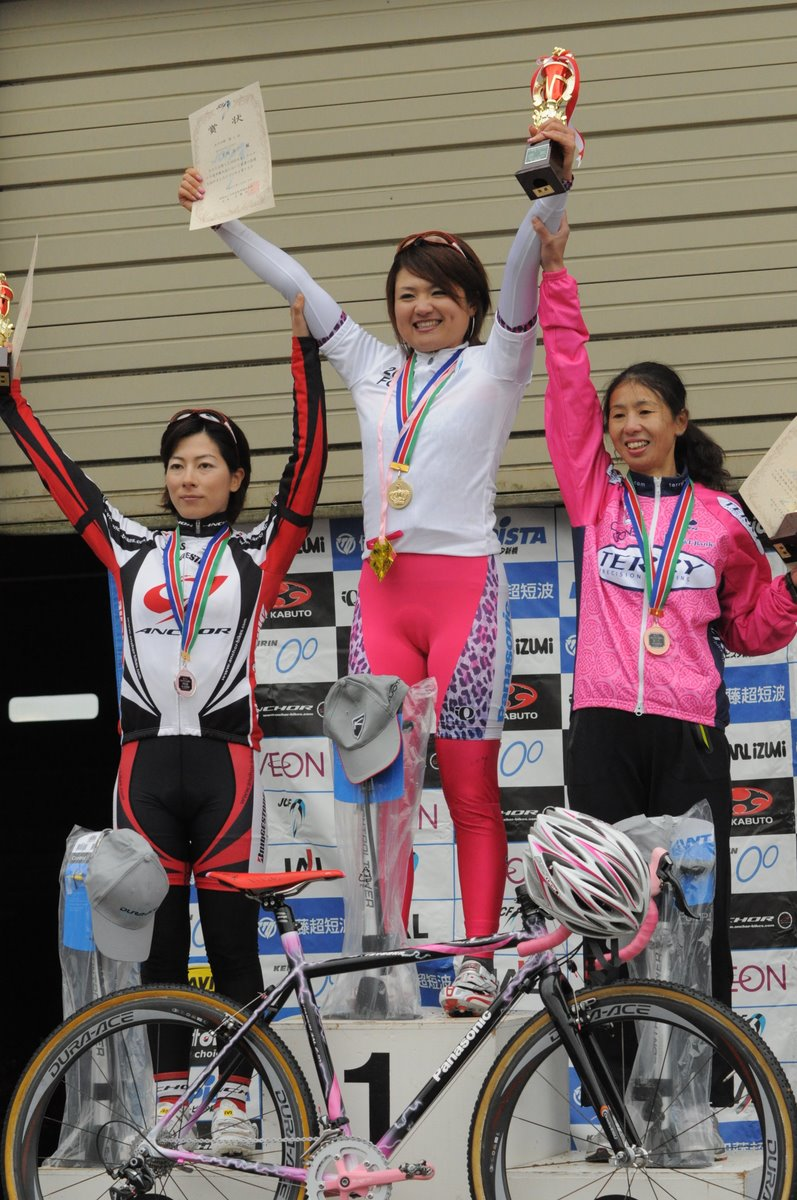
2009-10年度・第15回大会の女子表彰式。中央は優勝の：豊岡英子、左は2位入賞の：森田正美、右は3位入賞の：中村真清

全日本シクロクロス選手権大会（ぜんにっぽん/ぜんにほん―せんしゅけんたいかい、Japanese National Cyclo-cross Championships）は、公益財団法人日本自転車競技連盟が主催するシクロクロス大会である。

## 概要
毎年1回行われるシクロクロスの日本選手権を懸けた競技会であり、国内シクロクロスの頂点に位置する。同シーズンのUCIシクロクロス世界選手権へ派遣する代表候補選手の選考会も兼ねている。

1996年に長野県で行われる国内唯一の年間シリーズ戦であったシクロクロスミーティングの1995-96年シーズン第10戦（最終戦）を第1回大会として初開催された。同シーズンから関西シクロクロス、翌シーズンからシクロクロス富山と、他地域でもシリーズ戦が開催されるようになり、以降毎年異なる開催地が選定されている。

国際競技規則に準拠して運営されるため80%ルールが適用され、ピットレーン誤進入時の救済処置はない。また主催者により機材ピットには全チームが共同利用できる高圧洗浄機が備えられる。

シクロクロスの競技シーズンは年度を跨ぐ冬季に行われるため、選手権年度はウィンタースポーツと同じく連続する二つの年度で呼称される。

## 歴代優勝者
| 回 | シーズン | 開催年月日     | 会場                                          | 男子                                           | U23                                    | 女子                                       | ジュニア                              |
| -- | -------- | -------------- | --------------------------------------------- | ---------------------------------------------- | -------------------------------------- | ------------------------------------------ | ------------------------------------- |
| 1  | 1995-96  | 1996年1月14日  | 長野県諏訪郡原村 八ヶ岳自然文化園             | 大原満（愛三工業）                             |                                        | 川崎典子（東京サンエス）                   |                                       |
| 2  | 1996-97  | 1997年1月12日  | 長野県伊那市富県地内                          | 大原満（愛三工業）                             |                                        | 南部博子（ミタニサイクルマインド）         |                                       |
| 3  | 1997-98  | 1998年1月11日  | 京都府福知山市 三段池公園                     | 大原満（愛三工業）                             |                                        | 南部博子（ミタニサイクルマインド）         |                                       |
| 4  | 1998-99  | 1999年1月10日  | 長野県伊那市富県地内                          | 鈴木雷太（ブリヂストンアンカー）               |                                        | 荻島美香（アートネイチャー）               |                                       |
| 5  | 1999-00  | 2000年1月9日   | 京都府福知山市 三段池公園                     | 松井俊明（Testach-NCFR）                       |                                        | 南部博子（ミタニサイクルマインド）         |                                       |
| 6  | 2000-01  | 2000年12月10日 | 富山県黒部市 グリーンパークおおしま           | 三船雅彦（トニスタイナー・コルナゴ）           |                                        | 藤野むつみ（チームVOLCA）                  |                                       |
| 7  | 2001-02  | 2002年1月13日  | 長野県佐久市 長野牧場（茨城牧場長野支場）     | 小平幸永（スワコレーシング）                   |                                        | 唐見美世子（バイクシステムBRIDLER）        |                                       |
| 8  | 2002-03  | 2002年12月8日  | 滋賀県蒲生郡竜王町 希望が丘文化公園           | 辻浦圭一（テスタッチ）                         |                                        | 唐見美世子（バイクシステムBRIDLER）        |                                       |
| 9  | 2003-04  | 2003年12月14日 | 長野県佐久市 長野牧場（茨城牧場長野支場）     | 辻浦圭一（ブリヂストンサイクル）               |                                        | 真下正美（S&Nスペシャライズド）            |                                       |
| 10 | 2004-05  | 2004年12月12日 | 富山県砺波市東別所地内                        | 辻浦圭一（ブリヂストンサイクル）               |                                        | 真下正美（S&Nスペシャライズド）            |                                       |
| 11 | 2005-06  | 2005年12月11日 | 大阪府堺市 海とのふれあい広場                 | 辻浦圭一（ブリヂストンサイクル）               |                                        | 豊岡英子（Bicinoko.com）                   |                                       |
| 12 | 2006-07  | 2006年12月3日  | 北海道苫小牧市 緑ヶ丘公園                     | 辻浦圭一（ブリヂストンサイクル）               |                                        | 豊岡英子（masahikomifune）                 |                                       |
| 13 | 2007-08  | 2007年12月9日  | 大阪府堺市 海とのふれあい広場                 | 辻浦圭一（ブリヂストンサイクル）               |                                        | 豊岡英子                                   |                                       |
| 14 | 2008-09  | 2008年12月14日 | 長野県飯田市川路地内                          | 辻浦圭一（ブリヂストンアンカー）               |                                        | 豊岡英子（ayako toyooka.com）              |                                       |
| 15 | 2009-10  | 2009年12月13日 | 石川県金沢市 キゴ山ふれあいの里               | 辻浦圭一（ブリヂストンアンカー）               |                                        | 豊岡英子（パナソニックレディース）         |                                       |
| 16 | 2010-11  | 2010年12月12日 | 滋賀県野洲市 ビワコマイアミランド             | 辻浦圭一（ブリヂストンアンカー）               |                                        | 豊岡英子（パナソニックレディース）         | 沢田時（ENDLESS/Pro Ride)             |
| 17 | 2011-12  | 2011年12月11日 | 滋賀県高島市 マキノ高原                       | 竹之内悠（Team Eurasia）                       |                                        | 豊岡英子（パナソニックレディース）         | 沢田時（ENDLESS/Pro Ride)             |
| 18 | 2012-13  | 2012年12月9日  | 静岡県富士宮市 ふもとっぱら                   | 竹之内悠（Team Eurasia）                       |                                        | 宮内佐季子（CLUB viento）                  | 横山航太（篠ノ井高）                  |
| 19 | 2013-14  | 2013年12月8日  | 滋賀県高島市 マキノ高原                       | 竹之内悠（COLBA Superano）                     |                                        | 宮内佐季子（CLUB viento）                  | 中井唯晶（Seta tech HS）              |
| 20 | 2014-15  | 2014年12月14日 | 宮城県柴田郡村田町 スポーツランドSUGO         | 竹之内悠（Veranclassic）                       | 横山航太（シマノレーシング）           | 豊岡英子（パナソニックレディース）         | 竹内遼(WESTBERG)                      |
| 21 | 2015-16  | 2015年12月6日  | 長野県飯山市 長峰運動公園                     | 竹之内悠（Veranclassic-Ekoi）                  | 沢田時（TEAM BRIDGESTONE ANCHOR）      | 坂口聖香（パナソニックレディース）         | 織田聖（Above Bike Store Cycle Club） |
| 22 | 2016-17  | 2016年12月11日 | 栃木県宇都宮市道の駅うつのみや ろまんちっく村 | 沢田時（BRIDGESTONE ANCHOR）                   | 横山航太（SHIMANO RACING）             | 坂口聖香（パナソニックレディース）         | 日野泰静（松山城南高校）              |
| 23 | 2017-18  | 2017年12月10日 | 長野県南佐久郡南牧村滝沢牧場                  | 小坂光（宇都宮ブリッツェンシクロクロスチーム） | 織田聖（弱虫ペダルサイクリングチーム） | 今井美穂（CO2bicycle）                     | 村上功太郎（松山工業高校）            |
| 28 | 2022-23  | 2023年01月16日 | 愛知県稲沢市ワイルドネイチャープラザ          | 織田聖（弱虫ペダルサイクリングチーム）         | 柚木伸元（朝明高校）                   | 小川咲絵（AX cyclocross team）             | 高橋翔（TeensMAP）                    |
| 29 | 2023-24  | 2024年01月14日 | 栃木県宇都宮市道の駅うつのみや ろまんちっく村 | 織田聖（弱虫ペダルサイクリングチーム）         | 副島達海（大阪産業大学）               | 小林あか里（弱虫ペダルサイクリングチーム） | 成田光志（学校法人石川高等学校）      |
| 30 | 2024-25  | 2024年12月15日 | 栃木県宇都宮市道の駅うつのみや ろまんちっく村 | 織田聖（弱虫ペダルサイクリングチーム）         | 柚木伸元（日本大学）                   | 小林あか里（弱虫ペダルサイクリングチーム） | 成田光志（OLIVE）                     |

## 注記
1. ↑  第1周回の先頭周回時間の80%をデッドライン時間とし、第2周回から最終前周回まで毎周回先頭からデッドラインを超えた選手はコースから除外され最終順位が与えられる。決勝審判を行うホームストレース以外の場所に80%ゾーンが設置され運用される。出走者数が少ないなど適用しないほうが適切な場合は運用されない。
2. ↑  前輪を確実に脱着してみせることで機材の交換修理とみなす国内競技会特別規則